# Pratt & Whitney T57
Pratt & Whitney T57 war ein axial durchströmtes Turboprop-Triebwerk, das Mitte der 1950er Jahre von Pratt & Whitney entwickelt wurde.

## Entwurf
T57 wurde vom Turbojet Pratt & Whitney J57 abgeleitet und verwendete einen Hamilton-Standard-Model-B48P6A-Propeller mit einem Durchmesser von 20 Fuß (6,1 Meter) und vier hohlen Stahlblättern. Er sollte an dem vorgeschlagenen strategischen Transportflugzeug Douglas C-132 verwendet werden, und ein XT57 wurde 1956 in der Nase einer Douglas JC-124C getestet. T57 ging jedoch nicht in Produktion, da das C-132-Programm 1957 eingestellt wurde.

## Spezifikationen
- Art: Split-Kompressor-Turboprop
- Gewicht: 3.000 kg
- Propellergewicht: 1.600 kg
- Turbine: 4-stufige Niederdruckturbine
- Maximale Ausgangsleistung: 11.185 kW